# Kinninvie
Kinninvie – osada w Anglii, w hrabstwie Durham. Leży 31 km na południowy zachód od miasta Durham i 363 km na północ od Londynu.